# Batalla de Valutino
La batalla de Valútino tuvo lugar el 9 de agosto de 1812, entre las tropas francesas del Mariscal Ney, unos 40.000 efectivos, y una potente retaguardia rusa de unos 30.000 hombres comandados por el general Barclay de Tolly. Las tropas rusas estaban situadas sobre un terreno pantanoso protegido por un pequeño arroyo. Los soldados franceses atacaron con decisión, llevando a las posiciones rusas a arrastrar enormes dificultades naturales. Los franceses perdieron unos 8.000 hombres y los rusos 5.000.
- Datos: Q771425
- Multimedia: Battle of Valutino / Q771425